# Lussón y Codeso
Lussón y Codeso fueron un dúo humorístico español integrado por Alfonso Lussón y Manolo Codeso.

## Historia
La pareja comenzó a actuar juntos en 1976. En los diez años siguientes alcanzan una gran popularidad en el país, especialmente gracias a sus apariciones en programas de variedades de Televisión Española, como Aplauso o 300 Millones. La fama alcanzada les permitió además recorrer durante años el país con su espectáculo que representaban en directo en galas y salas de fiesta.
Su humor, de influencias castizas, combinaba diálogos ingeniosos con una dosis de teatralidad y un papel destacado de los elementos gestuales. Idearon sendos personajes de marcado carácter, con un Lussón arrogante, seguro de sí mismo y mezquino y un Codeso aparentemente apocado pero ingenioso. En sus sketches, era habitual que adoptaran el papel del Señor (Lussón) y su mayordomo (Codeso).
Tras años de compartir escenarios, las desavenencias personales entre ambos humoristas dieron fin al dúo, que se separó definitivamente en 1989.
- Datos: Q5984923